# یوکا ایچیگوچی
یوکا ایچیگوچی (انگلیسی: Yuka Ichiguchi؛ زادهٔ ۳ ژوئیهٔ ۱۹۹۲) بازیکن سافت‌بال اهل ژاپن است.
وی در مسابقات کشوری و بین‌المللی در مجموع برندهٔ ۱ مدال طلا شده‌است.